# Керимов, Теймур Надир оглы
Теймур Надир оглы Керимов (азерб. Teymur Nadir oğlu Kərimov; 7 сентября 1973, Баку, Азербайджанская ССР, СССР) — азербайджанский рок-музыкант, певец, композитор, автор текстов, продюсер, мультиинструменталист, один из основателей и вокалист легендарной азербайджанской рок-группы ColDünya.
Автор таких известных песен группы как «Sehrbaz», «Aç balaca qanadlarını», «Son məktub», «Oyanış», «Zeynəb», «Gözəl yar» и др., лауреат Азербайджанской Национальной музыкальной Премии «Алтун Нар», лауреат Премии Французской Академии музыки.

## Биография

### Детство и юность
Теймур Надир родился 7 сентября в 1973 году в городе Баку, Азербайджанской ССР в семье Надира и Тамиллы Керимовых и стал первенцем этой супружеской четы.
В феврале 1975 года у Теймура родился брат Ровшан, совместно с которым спустя много лет Теймур создаст рок-группу ColDünya, известную сегодня каждому любителю рок-музыки в Азербайджане.
В сентябре 1979 года, в возрасте 6-ти лет, мальчика отдали в музыкальную школу по классу фортепиано, обратив внимание на его идеальный слух и поразительную музыкальную память.
В 1983 году в связи с ухудшением зрения, родители были вынуждены забрать мальчика из музыкальной школы, которую он так и не закончил. С 1983 по 1986 гг. занятия музыкой были приостановлены, только в 1987 году Теймур поступил в школу по игре на испанской гитаре, которую, впрочем, тоже не закончил.
К концу 80-х годов он стал сам писать первые свои песни. В то же время в жизнь юноши входят и остаются там навсегда The Beatles, Jimmy Hendrix, Led Zeppelin, Pink Floyd, Queen и многие другие.
Первая группа, в которой Теймур играл на гитаре и пел, была собрана в школе в 1987 году.
В то время в Баку рок-движение переживало свой расцвет, был создан первый бакинский рок-клуб. Однако трагические события конца 80-х годов в Азербайджане стали причиной распада большинства групп, и рок-музыка снова ушла в подполье.

### Годы в «ColDünya»
Официально годом основания «ColDünya» принято считать 1992 год, но на самом деле произошло это в мае 1990 года, когда родные братья Ровшан и Теймур решили собрать свою группу.
С 1990 по 1992 гг. ребята выступали под названием «Времена Года».
В 1992 году Теймур придумал новое название для группы — «ColDünya».
Много лет спустя он так объяснял свой выбор:

«Для нас важно было попробовать начать соединять несоединимое, поэтому слово „Cold“ было взято как символ холодного и прагматичного западного разума, а слово „Dünya“ означало эмоциональную составляющую, которая присуща менталитету восточных людей. Более того, мы всегда хотели соединять азербайджанскую музыку с европейской. „ColDünya“ стала для нас символом слияния Востока и Запада, просветлённого сознания и человеческих страстей, образом холодного мира, который мы хотели растопить своей музыкой — это было очень увлекательно для нас».— Теймур Надир
В конце 1993 года к группе присоединяется барабанщик Самир Джафарлы, немного позднее в группу приходит бас-гитарист Айдын Гаджиев — в таком составе группа стала известна многим любителям музыки, как в Азербайджане, так и далеко за его пределами.
1996 год явился прорывом для «ColDünya»: группа приобретает широкую международную популярность благодаря композиции «Sehrbaz», написанной Теймуром Надиром и попавшей в 10-ку лучших иностранных хитов британской радиостанции BBC. Это был первый случай, когда музыкальный коллектив из стран бывшего СССР и Восточной Европы сумел достичь такого успеха с песней на родном языке и продержаться на почётном 7 месте более 2 недель.
Группа вступала в эпоху своего расцвета и славы, у неё появилась целая армия поклонников, как на Родине, так и за её пределами. Концерты группы стали проходить на открытых площадках при многотысячном скоплении публики и можно с уверенностью сказать, что музыканты сыграли значительную роль как в популяризации рок-музыки в Азербайджане, так и в пропаганде азербайджанского рока далеко за границами своей страны.
В январе 2000 года по результатам опроса слушателей «ColDünya» вошла в первую пятёрку лучших артистов Азербайджана, заняв 4-е место, в 2002 году «ColDünya» была названа «лучшей группой Азербайджана» и получила Национальную музыкальную премию «Алтун Нар», тем самым доказав, что рок-музыканты тоже являются частью культуры своей страны. Этот факт стал не только признанием творчества коллектива со стороны официальных властей, но и признанием самого факта существования и культурной значимости азербайджанского рока в современной азербайджанской музыке.
В 2003 году группа выпустила сразу две значительные свои работы — альбом «Məktub», а вслед за ним альбом «Oyanış», записанный совместно с великим азербайджанским певцом, лауреатом премии ЮНЕСКО, Алимом Гасымовым.
Именно Теймуру Надиру принадлежала основная роль в создании концепции и имиджа группы, он являлся автором большинства таких известных и полюбившихся песен, как «Sehrbaz», «Zeynəb», «Aç balaca qanadlarını», «Son məktub», «Oyanış», «Gözəl yar» и др.
Песня Теймура «Aç balaca qanadlarını», стала, пожалуй, самой популярной и узнаваемой (наравне с песней «Xəzərin sahilində» группы Yuxu), композицией в азербайджанском роке, а клип, снятый на неё, одним из самых просматриваемых видео последних лет.
Другая известная песня музыканта, композиция «Son Məktub», стала первым экспериментом в азербайджанском роке, где наряду с рок-группой звучит живой оркестр и женское вокальное трио.
В конце 2004 года члены группы приняли решение о взятии длительного творческого отпуска. Теймур Надир принял болезненное для себя решение покинуть Азербайджан и перебрался в Москву.
В сентябре 2005 года «ColDünya» совместно с Алимом Гасымовым была удостоена Премии Французской Академии музыки за альбом «Oyanış», который французская пресса назвала «прорывом в современной этнической культуре».
В феврале 2008 года, в Баку, группа собралась на студии после 4-х летнего перерыва, для записи очередного студийного альбома «Əhatə Dairəsi Xaricində», который увидел свет в 2009 году.

### Сотрудничество с другими музыкантами
В 2005 году в Москве Теймур Надир совместно с бас-гитаристом Стасом Калашниковым создаёт группу KalashnikovBand, которая на данный момент является одним из самых интересных проектов российской фьюжн-сцены. Теймур привнёс в проект частицу азербайджанской народной музыки, а также написал для группы несколько авторских композиций. Группа сыграла множество концертов по всей России, её живые выступления неизменно проходят при полном аншлаге. Параллельно с работой в KalashnikovBand в феврале 2009 года Теймур Надир начал сотрудничать с легендарным российским джазовым музыкантом, саксофонистом Сергеем Летовым в проекте «Немое кино — Живая музыка», удостоенным в 2010 году Гранта Президента Российской Федерации в области культуры и искусства. Музыканты в процессе импровизаций создают удивительную музыкальную палитру на тему первого в истории мультипликационного фильма «Приключения принца Ахмеда», созданного в 1923—1926 гг. немецким художником и режиссёром Лоттой Райнигер.
В апреле 2010 года Теймур Надир записал совместный альбом с Рустамом Мамедовым «Varmı bir insan?» — основателем и экс-вокалистом известной азербайджанской рок-группы Unformal, а ныне вокалистом популярной московской группы «Пончо Панамас».

### Сольная карьера
В августе 2010 года Теймур Надир записал свою новую песню и заявил, что начинает сольную деятельность, а также приступает к работе над первым сольным альбомом.
В качестве сопродюсера для работы над пластинкой Теймур пригласил своего старинного товарища, замечательного музыканта и звукоинженера Павла Булака. Также были привлечены к работе над альбомом коллеги Теймура: барабанщик Илья Липатов, известный джазовый саксофонист Сергей Летов, трубач Салман Абуев и другие.
Кроме того, музыкант заявил, что на большинство песен будут сняты видеоклипы.

## Достижения, номинации и награды
Является автором и исполнителем (в составе группы «ColDünya») композиции «Sehrbaz», которая получила широкую международную известность и вошла в 10-ку лучших иностранных хитов британской радиостанции BBC (1996 г.)
В составе группы «ColDünya» был номинирован на звание лучшего поп-артиста Азербайджана (2000 г., 4 место).
Теймур Надир (в составе группы «ColDünya») является Лауреатом Азербайджанской Национальной музыкальной Премии «Алтун Нар» за альбом «Məktub» (2002 г.).
В составе группы «ColDünya» и совместно с народным артистом Азербайджанской республики, лауреатом Премии ЮНЕСКО, певцом Алимом Гасымовым является Лауреатом Премии Французской Академии музыки за альбом «Oyanış» (2005 г.)

## Дискография
- «Nota Bene»[16] (в составе группы «ColDünya») — 1996
- «Demo» (в составе группы «ColDünya») — 1999
- «Azerirock» (продюсер, совместно с «Open Society Institute Azerbaijan») — 2001
- «Məktub» (в составе группы «ColDünya») — 2002
- «Oyanış»[14][15] (в составе группы «ColDünya» и совместно с народным артистом Азербайджанской республики, лауреатом Премии ЮНЕСКО, певцом Алимом Гасымовым) — 2003
- «Дети разных народов»[17] (в составе группы «ColDünya», сборник) — 2005
- «Азирис Нуна» (в составе группы «ColDünya», музыка к художественному фильму, сборник) — 2005
- «Əhatə Dairəsi Xaricində»[18][19] (в составе группы «ColDünya») — 2009
- «Varmı bir insan?»[20] (совместно с Рустамом Мамедовым)[21] — 2010